# Ecuador TV
Ecuador TV este canalul de servicii publice de televiziune din Ecuador, înființat în octombrie 2007, datorită unei asigurări de fonduri nerambursabile de 5 milioane de dolari din partea Băncii de Dezvoltare Economică și Socială a Venezuelei (BANDES, acronimul în limba spaniolă).
Canalul a fost înființat în același timp cu instalarea Adunării Constituante a Ecuadorului, astfel încât sesiunile să poată fi transmise în direct în toată țara.
Canalul transmite conținut de la producători independenți naționali și internaționali, precum și documentare și programe de știri din mai multe entități internaționale de producție, cum ar fi Discovery, TVE, BBC, Deutsche Welle, Vocea Americii, ViVe și teleSUR.
Canalul funcționează ca o companie de servicii publice și difuzează știri și conținut de opinie din mai multe țări, inclusiv din Statele Unite. Guvernul Venezuelei a descris contribuția sa monetară la crearea canalului drept „o contribuție grijulie și altruistă a Venezuelei, ca parte a politicii de cooperare internațională în regiune care conduce guvernul președintelui Hugo Chávez”.

## Producții și emisiuni ce se difuzează pe acest canal
1. Doctor 7 / Salud Humana
2. Noticias 7 al mediodía
3. Outlet Tv
4. Mundo Positivo[1]